# جورج إتش روس
جورج إتش روس (بالإنجليزية: George H. Ross)‏ هو محامي وشخصية أعمال أمريكي، ولد في 6 يناير 1928 في بروكلين في الولايات المتحدة.

## وصلات خارجية
- جورج إتش روس على موقع IMDb (الإنجليزية)